# Ronald Forbes
Ronald Joseph Forbes (né le 5 avril 1985) est un athlète des îles Caïmans, plus précisément du district du North Side, situé sur Grand Cayman, spécialiste du 110 m haies.
Son record est de 13 s 50, obtenu à Clermont (Floride) le 4 juin 2011. Il a participé aux Jeux du Commonwealth à New Delhi (13 s 84), aux Jeux olympiques de Pékin (13 s 59, quart de finaliste) où il a été porte-drapeau, ainsi qu'aux 18es Jeux du Commonwealth de Melbourne de 2006.
Le 5 juillet 2015, il porte le record national à 13 s 47 à La Chaux-de-Fonds (La Charrière). Le 30 avril 2016, il améliore ce record en 13 s 36 à Clermont.
Le 5 août 2016, il est le porte-drapeau des Caïmans lors de la cérémonie d'ouverture des Jeux olympiques de 2016 à Rio.